# Janvier 1981

## Événements
- 1er janvier : la Grèce rejoint la CEE.
- 6 janvier : Naufrage du Novo Amapá dans l'état d'Amapá, au Brésil, entrainant la mort de plus de 400 personnes. C'est l'une des pires tragédies fluviales du pays[1],[2].

- 9 janvier (Portugal) : Francisco Pinto Balsemão, bras droit de feu le premier ministre Francisco Sá Carneiro (décédé le 4 décembre 1980 dans un accident d’avion) forme un nouveau gouvernement.

- 10 janvier : au Salvador, le FMLN lance son offensive finale qui se solde par un échec. Les dix années qui suivent sont rythmées par la guerre, les massacres de civils et les élections.

- 12 janvier : sabotage sur la base aérienne de la garde nationale aérienne de Muñiz dans l'enceinte de l'aéroport international de Isla Verde à Porto-Rico. Des charges explosives placé par la Boricua Popular Army (en) endommagent 11 avions dont 10 LTV A-7 Corsair II et un F-104C, ce dernier devant être exposé. 8 A-7D sont totalement détruits[3].

- 17 janvier : la loi martiale est levée dans la quasi-totalité des Philippines, sauf dans le sud.

- 20 janvier : 
  - Début de la présidence républicaine de Ronald Reagan aux États-Unis[4] (fin en 1989). Discours d’investiture de Ronald Reagan. Libération des 52 otages de Téhéran, après 444 jours de détention.
  - Libération des otages américains de Téhéran.
  - Metge et Giroux remportent leur troisième Paris-Dakar en Range Rover alors qu'Hubert Auriol remporte la course moto sur BMW.

- 25 janvier : fin du procès de la « Bande des Quatre » en Chine, condamnation à mort de la veuve de Mao Zedong, Jiang Qing.

- 30 janvier, (Rallye automobile) : arrivée du Rallye de Monte-Carlo.

- 29 janvier : démission d’Adolfo Suárez en Espagne, à la suite du désenchantement populaire et de la dislocation de l’UCD. Le conservateur Leopoldo Calvo-Sotelo lui succède le 23 février.

## Naissances
- 1er janvier : 
  - Raphaël Personnaz, acteur français.
  - Marjolaine, actrice, chanteuse, animatrice de télévision ayant participé à l’émission de télé-réalité Greg le millionnaire.
- 2 janvier : Paul-Henri Sandaogo Damiba, militaire et homme d'État burkinabé, Président du Burkina Faso depuis 2022.
- 5 janvier : Joel "deadmau5" Zimmerman, DJ canadien
- 6 janvier : Jérémie Renier, acteur belge.
- 7 janvier : Arnaud Tiercelin, écrivain français.
- 10 janvier : Jared Kushner, homme d'affaires américain.
- 14 janvier : Pitbull, chanteur Cubain.
- 15 janvier : Élodie Villemus, animatrice française.
- 16 janvier : Nick Valensi, guitariste des Strokes.
- 18 janvier : Otgonbayar Ershuu, artiste mongole.
- 19 janvier : Audrey Lamy, actrice et humoriste française.
- 21 janvier : Izabella Miko, compositrice et actrice polonaise.
- 22 janvier : Beverley Mitchell, actrice américaine.
- 24 janvier : Ben Mazué, chanteur français.
- 25 janvier :
  - Clara Morgane, chanteuse, animatrice de télévision, actrice française de films pornographiques.
  - Alicia Keys, chanteuse, auteure-compositrice, pianiste, parolière, actrice et productrice américaine
- 26 janvier : Gustavo Dudamel, chef d'orchestre et violoniste vénézuélien.
- 28 janvier : Elijah Wood, acteur américain.
- 29 janvier : 
  - Tenoch Huerta, acteur mexicain.
  - Jonny Lang, auteur, compositeur, chanteur et guitariste américain.
  - Mladen Šekularac, basketteur monténégrin.
- 30 janvier : Christelle Akpi. Pgt dit la quiche. Volleyeuse française.
- 31 janvier :
  - Justin Timberlake, musicien américain.
  - Andy Cartagena, rejoneador espagnol.

## Décès
- 5 janvier : Lanza del Vasto (Giuseppe Lanza di Trabia-Branciforte), écrivain français et partisan de la non-violence (° 1901).
- 23 janvier : Samuel Barber, compositeur américain (° 9 mars 1910).
- 27 janvier : Léo Collard, homme politique belge (° 11 juillet 1902).